# Kunstelj
Kunstelj  je priimek več znanih Slovencev:
- Anja Jovanovič Kunstelj, zdravnica kirurginja, strokovna direktorica Bolnišnice Jesenice
- Anton (Tone) Kunstelj (*1945), zdravnik pediater, laični cerkveni delavec
- Drago Kunstelj (1907—1980), inženir strojništva, univ. profesor, direktor Visoke tehniške šole v Zagrebu
- France Kunstelj (1914—1945), duhovnik, domobranski kurat, književnik, urednik; mučenec
- Ignacij Kunstelj (1908—1981), prvi slovenski izseljenski duhovnik v Londonu (VB), monsinjor
- Janez Kunstelj, pesnik
- Janez Kunstelj (1946—2006), alpinist
- Josip Kunstelj (1883—1935), lesni podjetnik na Vrhniki
- Mitja Kunstelj, vojaški obveščevalec SV
- Olga Kunstelj - Pega, pisateljica
- Tomaž Kunstelj (*1963), inž. gozdarstva, politik in diplomat
- Vincencij (Valentin) Kunstelj (1878—1936), frančiškan
- Vinko Kunstelj (1908—?), metodik fizike, prof. PA